# Mistrzostwa Polski w Boksie 1987
58. Mistrzostwa Polski w boksie mężczyzn odbyły się w dniach 23-27 września 1987 roku w Krakowie.

## Medaliści
| Kategoria:                        | Złoto:                                | Srebro:                                    | Brąz:                                                                       |
| waga papierowa (do 48 kg)         | Henryk Sienkiewicz (Czarni Słupsk)    | Ryszard Majdański (Stal-Stocznia Szczecin) | Janusz Kluba (Carbo Gliwice) Józef Nawrot (Igloopol Dębica)                 |
| waga musza (do 51 kg)             | Juliusz Sobczak (GKS Jastrzębie)      | Sławomir Miedziński (Gwardia Warszawa)     | Krzysztof Wróblewski (Igloopol Dębica) Stefan Zając (Wybrzeże Gdańsk)       |
| waga kogucia (do 54 kg)           | Sławomir Żeromiński (Broń Radom)      | Mirosław Kliś (Gwardia Wrocław)            | Sławomir Łukasik (Igloopol Dębica) Jacek Ostaszewski (GKS Jastrzębie)       |
| waga piórkowa (do 57 kg)          | Tomasz Nowak (GKS Jastrzębie)         | Sławomir Forsztek (Czarni Słupsk)          | Zbigniew Tyszkiewicz (Mazur Ełk) Mirosław Warchoł (Gwardia Warszawa)        |
| waga lekka (do 60 kg)             | Piotr Marcinkowski (Gwardia Warszawa) | Dariusz Kosedowski (Legia Warszawa)        | Grzegorz Jabłoński (GKS Jastrzębie) Jan Wałejko (Broń Radom)                |
| waga lekkopółśrednia (do 63,5 kg) | Dariusz Czernij (Igloopol Dębica)     | Andrzej Możdżeń (GKS Jastrzębie)           | Bogdan Gajda (Legia Warszawa) Tomasz Winiarski (Wisła Kraków)               |
| waga półśrednia (do 67 kg)        | Jan Dydak (Czarni Słupsk)             | Kazimierz Szczerba (Legia Warszawa)        | Jarosław Margas (Czarni Słupsk) Jacek Olejniczak (Gwardia Łódź)             |
| waga lekkośrednia (do 71 kg)      | Dariusz Michalczewski (Czarni Słupsk) | Włodzimierz Zgierski (Zagłębie Lubin)      | Andrzej Krysiak (Igloopol Dębica) Stanisław Szeszko (Czarni Słupsk)         |
| waga średnia (do 75 kg)           | Wojciech Misiak (Zagłębie Lubin)      | Andrzej Ogonowski (Gwardia Warszawa)       | Piotr Gazarkiewicz (Gwardia Warszawa) Bogdan Wieczorek (Broń Radom)         |
| waga półciężka (do 81 kg)         | Henryk Petrich (Legia Warszawa)       | Stanisław Łakomiec (Gwardia Warszawa)      | Marek Ejsmont (Igloopol Dębica) Waldemar Jańczur (Stal-Stocznia Szczecin)   |
| waga ciężka (do 91 kg)            | Andrzej Gołota (Legia Warszawa)       | Janusz Czerniszewski (Legia Warszawa)      | Krzysztof Buczkowski (Stoczniowiec Gdańsk) Henryk Zatyka (Gwardia Warszawa) |
| waga superciężka (powyżej 91 kg)  | Janusz Zarenkiewicz (Zagłębie Lubin)  | Leszek Rybiński (GKS Jastrzębie)           | Marian Klepka (Igloopol Dębica) Roman Ślusarczyk (Stal-Stocznia Szczecin)   |